# وچوچیرا
وچوچیرا (به انگلیسی: Vechoochira) یک روستا در هند است که در Pathanamthitta district واقع شده‌است.

## خصوصیات
وچوچیرا ۵٬۷۲۵ نفر جمعیت دارد و ۳ متر بالاتر از سطح دریا واقع شده‌است.